# Canta once grandes éxitos de Juan Gabriel
Canta Once Grandes Éxitos De Juan Gabriel es el decimoséptimo álbum de la cantante española Rocío Dúrcal, dirigido y realizado por el actor y cantautor filipino Antonio Morales, esposo de la cantante, publicado el 1° de junio de 1987 bajo el sello discográfico BMG Ariola. Éste es el último disco donde la cantante interpretó canciones famosas ya grabadas e interpretadas por el cantautor mexicano Juan Gabriel, como era costumbre en sus anteriores producciones musicales, ya que la compañía discográfica le prohibió a Rocío Dúrcal cantar canciones del compositor mexicano quien en ese momento tenía problemas legales con la casa disquera en donde trabajaban ambos artistas. 
Es lanzado como primer sencillo el tema "El Día Que Acaricies Lloraré" y  después "Con Todo Y Mi Tristeza", ambos temas entraron en la famosa lista musical Hot Latin Tracks de la revista estadounidense Billboard, como también llegando al primer lugar en algunas cadenas radiales de México y Colombia. Posteriormente de este proyecto musical entre los dos cantantes, se lograron reunir 5 años después en una pequeña participación del cantautor mexicano para la producción musical de Rocío Dúrcal "El concierto... En vivo" y después por última vez en 1997 con el Disco Doble "Juntos otra vez".

## Lista de temas
|     | Título                          | Autor        | Duración |
| --- | ------------------------------- | ------------ | -------- |
| 1.  | No Me Vuelvo A Enamorar         | Juan Gabriel | 3:24     |
| 2.  | Yo Me Voy                       | Juan Gabriel | 2:23     |
| 3.  | El Día Que Me Acaricies Lloraré | Juan Gabriel | 3:49     |
| 4.  | El Farsante                     | Juan Gabriel | 3:07     |
| 5.  | No Vale La Pena                 | Juan Gabriel | 2:36     |
| 6.  | Con Todo Y Mi Tristeza          | Juan Gabriel | 3:52     |
| 7.  | Todo                            | Juan Gabriel | 2:23     |
| 8.  | Yo No Sé Qué Me Pasó            | Juan Gabriel | 5:04     |
| 9.  | Caray                           | Juan Gabriel | 3:32     |
| 10. | Inocente Pobre Amiga            | Juan Gabriel | 4:09     |
| 11. | La Diferencia                   | Juan Gabriel | 3:18     |

## Listas musicales
| Año  | Sencillo                          | Lista            | Mejor Posición |
| ---- | --------------------------------- | ---------------- | -------------- |
| 1988 | "Con Todo Y Mi Tristeza"          | Hot Latin Tracks | 24             |
| 1988 | "El Día Que Me Acaricies Lloraré" | Hot Latin Tracks | 38             |

## Certificaciones
- Certificaciones obtenidas por "Canta Once Grandes Éxitos De Juan Gabriel"

| País   | Certificación |
| ------ | ------------- |
| México | Disco de oro  |

## Músicos
- Rocío Dúrcal (Voz).
- Juan Gabriel (Letra y Música).